# Université Edith-Cowan

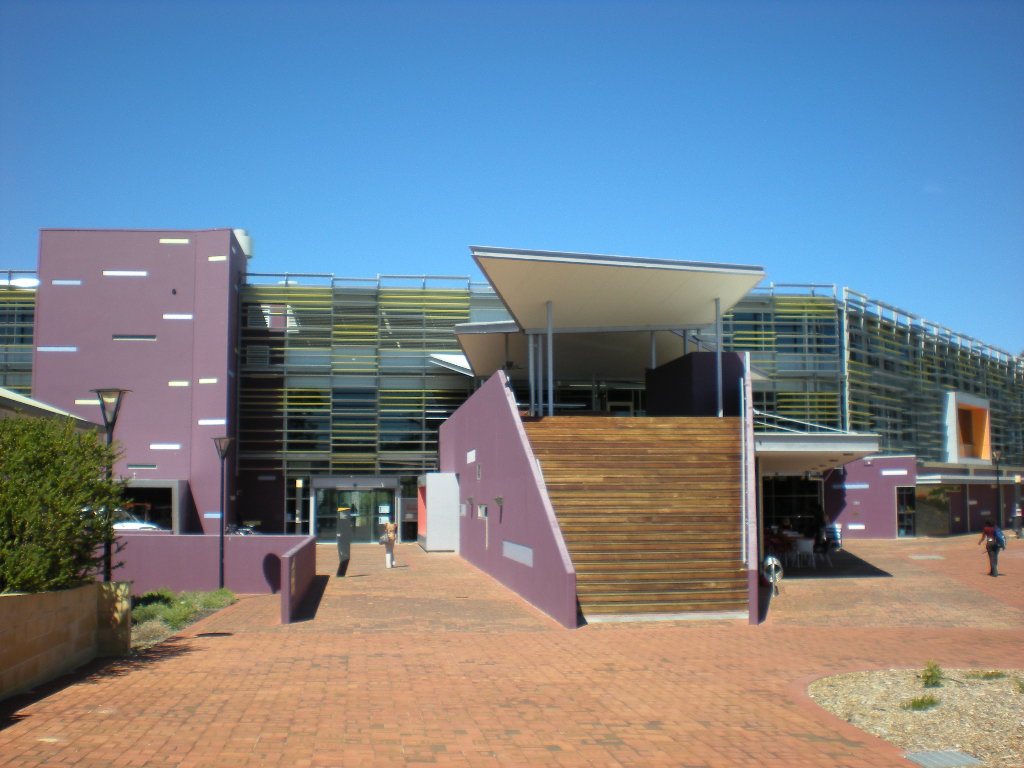
Le site de Joondalup

L’université Edith-Cowan (ECU) est située à Perth, en Australie-Occidentale. C'est la seule université australienne à porter le nom d'une femme, Edith Cowan Dircksey, qui fut la première femme à être élue au Parlement d'Australie.
C'est la deuxième plus grande université d'Australie-Occidentale, avec environ 21 000 étudiants, dont plus de 4 000 viennent hors d'Australie.
L'université compte deux campus métropolitaine, un à Mount Lawley l'autre à Joondalup et un campus régional à Bunbury, à 180 km au sud de Perth. 
L'université propose plus de 300 cours sur deux campus métropolitains, à Mount Lawley et à Joondalup, et un campus régional dans le sud-ouest de Bunbury, à 200 km au sud de Perth; de nombreux cours sont également offerts pour étudier en ligne. De plus, l'université a noué des partenariats avec plusieurs établissements d'enseignement pour dispenser des cours et des programmes à l'étranger. 

## Vie d'étudiant
L’université Edith-Cowan compte plus de 27 000 étudiants de premier cycle et de troisième cycle. Plus de 4 300 étudiants étrangers originaires de plus de 100 pays étudient en écus chaque année.  Cela comprend la fourniture à l'étranger d'une variété de cours dans un certain nombre de pays, des programmes d'échanges d'étudiants et de personnel avec d'autres universités, des activités de recherche communes, des consultations internationales et des liens académiques individuels.

## Anciens élèves
- Ahmed Adeeb Abdul Ghafoor
- Shalom Brune-Franklin
- Hugh Jackman
- Maureen Mwanawasa

## Enseignants
- Alexandre Da Costa